# کانکی کن
کانکی کن شخصیت اصلی انیمه و مانگای توکیو غول است. توکیو غول دربارهٔ پسری ۱۸ ساله به نام کن کانکی است که در خردسالی پدرش و در کودکی مادرش را از دست داده است و تنها دوستی به نام هیده دارد. کانکی کن پسری زیباروی، صلح طلب، عاشق کتاب و مهربان است. او در ۱۸ سالگی‌اش با دختری به نام ریزه که هر دو همسن هستند و در خواندن کتاب با یکدیگر تفاهم دارند، در کافه‌ای که معمولاً به آنجا می‌رود آشنا می‌شود. کانکی غافل از اینکه ریزه یک غول (موجودات مرموزی شبیه به انسان که در پی شکار و خوردن گوشت انسان‌ها هستند) است، مورد حملهٔ او قرار می‌گیرد؛ اما جان سالم به‌در می‌برد و به شدت مجروح می‌شود. پس از انتقال کانکی به بیمارستان، از آن غول بر روی او پیوند اعضا انجام می‌گیرد. پس از به هوش آمدن، کانکی در می‌یابد که خود نیز تبدیل به یک‌نیمه‌انسان-نیمه‌غول شده و در دنیایی که دیگر انسان‌ها در بالاترین زنجیره غذایی قرار ندارند گرفتار می‌شود. در ادامه کانکی به استخدام در کافی شاپی با نام آنتیک در می‌آید، و تلاش می‌کند جایی در میان دنیای غول‌ها پیدا کرده و بتواند صلحی میان غول‌ها و انسان‌ها و درک متقابلی پدید آورد و حس درونی‌اش به او اجازه نمی‌دهد انسان‌ها را به قتل برساند و از آن‌ها تغذیه کند و تنها از گوشت انسان‌هایی که خودکشی کرده‌اند تغذیه می‌کند. او قدرت و سرعت بازسازی فوق‌العاده و کاگونه ای بسیار قوی دارد. کانکی کم‌کم به زندگی عادی با دوستانش مانند توکا چان عادت می‌کند تا اینکه روزی به دست دشمنان آنتیک گرفتار می‌شود و در میان آزارهای روحی و جسمی ای که به او می‌رسانند روح ریزه به تفکراتش نفوذ می‌کند و باعث تحولی در ذهن کانکی می‌شود و او را تبدیل به انسانی خشن‌تر کرده و باعث تغییر اهدافش می‌شود. او به گروهی به نام درخت آئوگیری می‌پیوندد تا به عقیدهٔ خود، خودش را قوی‌تر کند.